# Corbières, Aude
Corbières är en kommun i departementet Aude i regionen Occitanien  i södra Frankrike. Kommunen ligger  i kantonen Chalabre som ligger i arrondissementet Limoux. År 2022 hade Corbières 36 invånare.

## Befolkningsutveckling
Antalet invånare i kommunen Corbières
Referens: INSEE